# Plutodes chlidana
Plutodes chlidana är en fjärilsart som beskrevs av Louis Beethoven Prout 1926. Plutodes chlidana ingår i släktet Plutodes och familjen mätare. Inga underarter finns listade i Catalogue of Life.